# Квон Хва Ун
Квон Хва Ун (кор. 권화운; род. 28 июля 1989 года, Пусан, Республика Корея) — южнокорейский актёр и модель, наиболее известный своими ролями в телесериалах «Ложь на лжи», «Небесный замок», «Доктор Ё Хан», «Зомби-детектив» и «Мышь», а также в фильме «Северная пограничная линия».

## Фильмография
| Год       |     | Русское название           | Оригинальное название            | Роль                              |
| --------- | --- | -------------------------- | -------------------------------- | --------------------------------- |
| 2012      | кор | Гэп, Осень и Бутылка       | Оригинальное название неизвестно | Чон Гап                           |
| 2013      | с   | Принцесса Аврора           | 오로라 공주                      | Хо Джун                           |
| 2014      | с   | Рождение красавицы         | 미녀의 탄생                      | лидер группы Чхве                 |
| 2015      | ф   | Северная пограничная линия | 연평해전                         | капрал Ким Сын Хён                |
| 2015      | с   | Учёный, гуляющий по ночам  | 밤을 걷는 선비                   | Хван Сон У                        |
| 2015      | с   | Шесть летающих драконов    | 육룡이 나르샤                    | Хван Хуэй                         |
| 2016      | с   | Женские секреты            | 여자의 비밀                      | Кан Джи Чан                       |
| 2017      | с   | Сомнительная победа        | 의문의 일승                      | Хён Джин Гём                      |
| 2018      | с   | Переключи мир              | 스위치 – 세상을 바꿔라           | Чо Сон Ду                         |
| 2018—2019 | с   | Небесный замок             | SKY 캐슬                         | Ли Чун Сон                        |
| 2019      | с   | Доктор Ё Хан               | 의사요한                         | Хо Джун                           |
| 2020      | кор | Метод действия             | Ma’am Chief: Shakedown in Seoul  | менеджер круглосуточного магазина |
| 2020      | с   | Ложь на лжи                | 거짓말의 거짓말                  | Ким Ён Джун                       |
| 2020      | с   | Зомби-детектив             | 좀비탐정                         | Ча До Хён                         |
| 2021      | с   | Мышь                       | 마우스                           | Сон Ё Хан                         |
| 2021      | с   | Река, где восходит луна    | 달이 뜨는 강                     | Король Ёнъян                      |
| 2021      | с   | Посетите мероприятие       | 이벤트를 확인하세요              | Пак До Гюн                        |

## Театр
| Год       | Название | Оригинальное название | Роль               | Прим. |
| --------- | -------- | --------------------- | ------------------ | ----- |
| 2022–2023 | Чайка    | 갈매기                | Константин Треплев | [ 4 ] |